# Ђера (Белуно)
Ђера (итал. Gera) је насеље у Италији у округу Белуно, региону Венето.
Према процени из 2011. у насељу је живело 86 становника. Насеље се налази на надморској висини од 994 м.